# Coryphaeschna viriditas
Espèce
Coryphaeschna viriditas partie de la famille des Aeshnidae appartenant au sous-ordre des anisoptères dans l'ordre des odonates.

## Description
Cette libellule néotropicale est relativement large et son abdomen mesure entre 54-64 mm de long. Le thorax du mâle est complètement vert et son abdomen est brun avec des motifs verts sur chaque segment. Le front de celui-ci est également vert avec une marque noire en forme de «T». Chez la femelle, le thorax est brun et son abdomen est d'un brun foncé avec de légers motifs verts brunâtres. Cette espèce se distingue de Coryphaeschna adnexa par sa taille plus imposante .

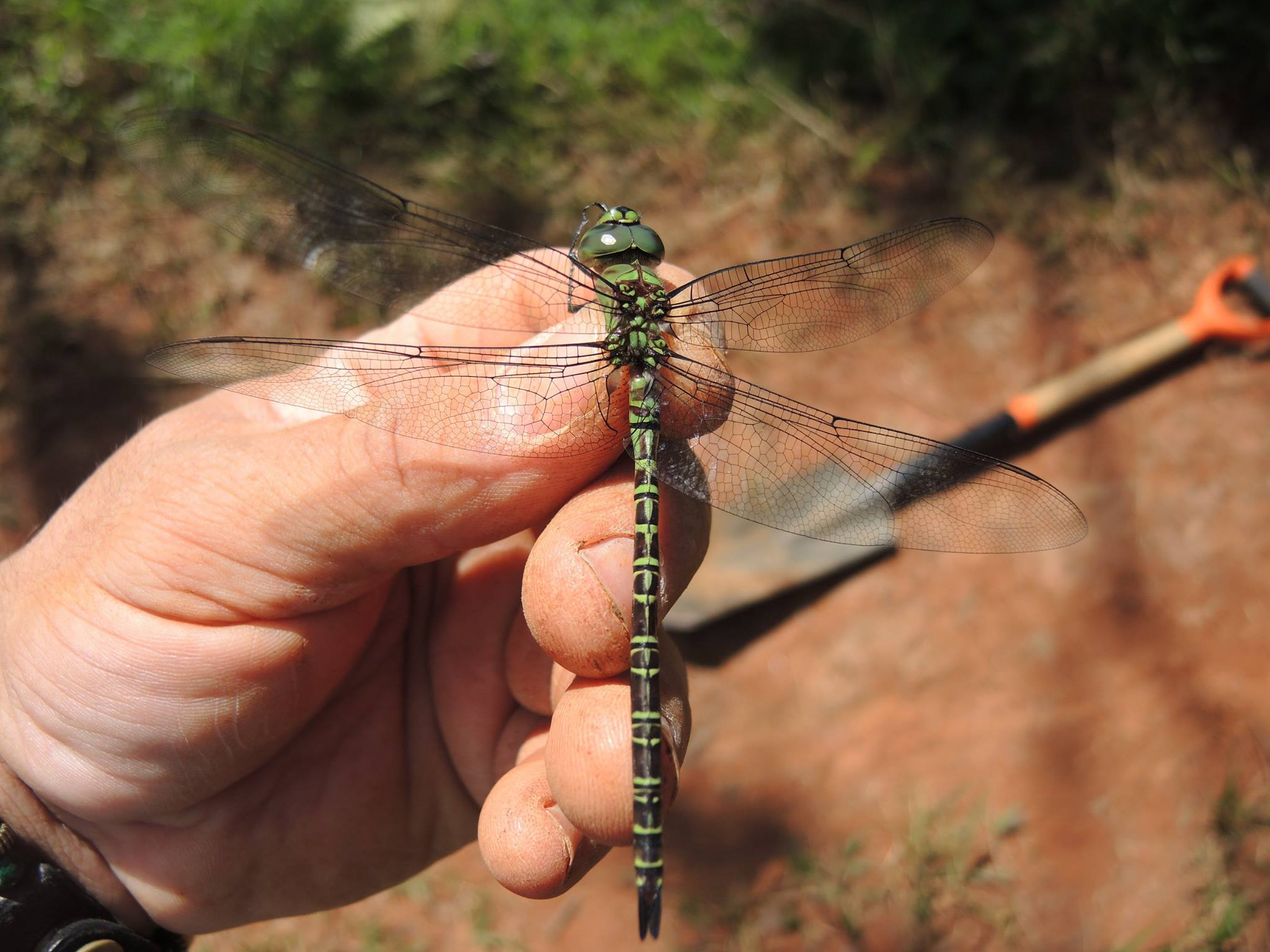
Vue dorsale de Coryphaeschna viriditas mâle
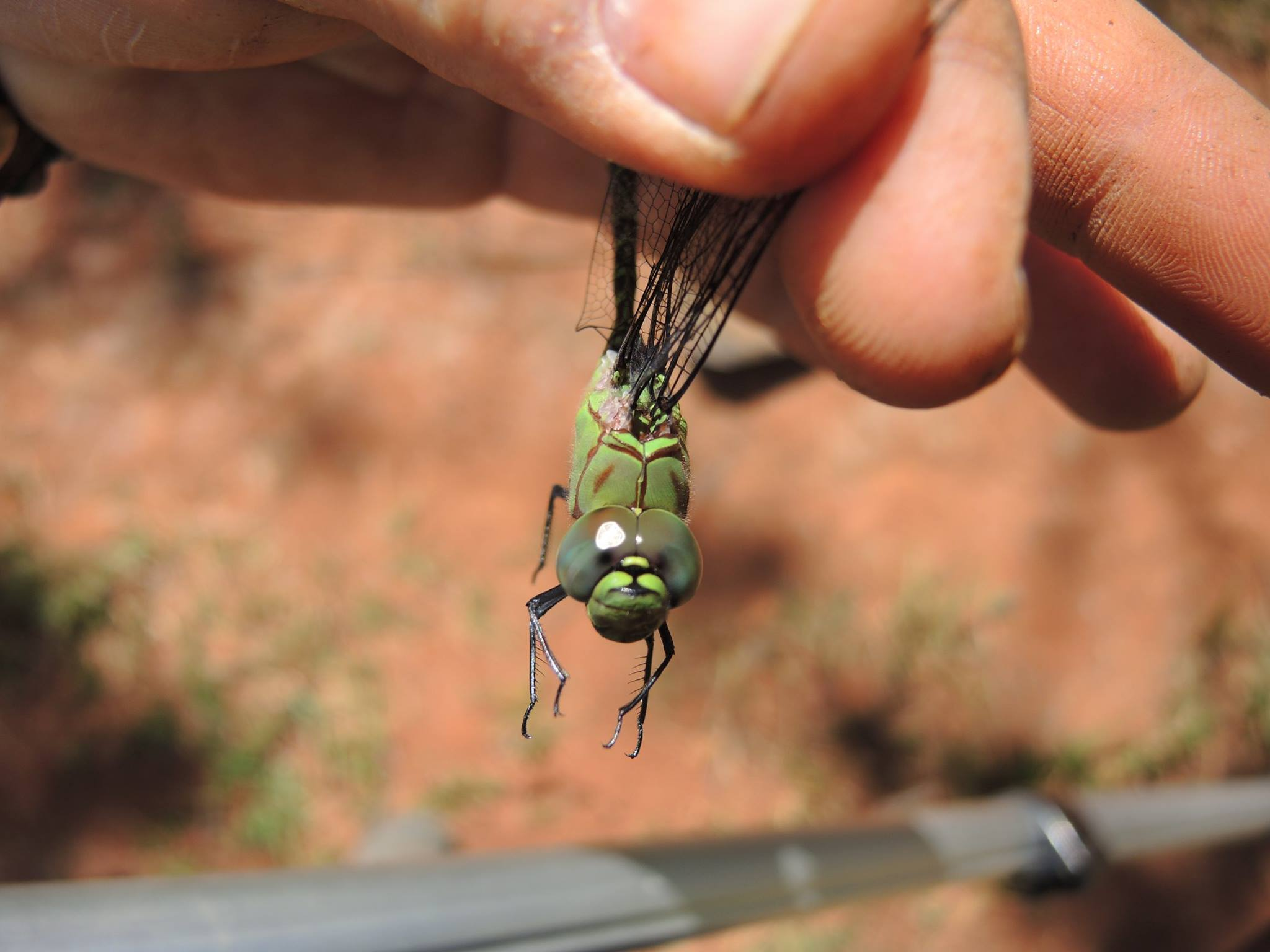
Vue faciale de Coryphaeschna viriditas mâle

## Répartition
Coryphaeschna viriditas vit au sud-est des États-Unis, au Mexique, dans plusieurs pays des Antilles, du Guatemala au Panama et en Amérique du Sud.

## Habitat
Cette espèce est associée aux mangroves côtières et on soupçonne qu'elle utilise les petites mares d'eau douce pour s'y reproduire . Elle se retrouve également dans les petits ruisseaux et étangs forestiers tropicaux .

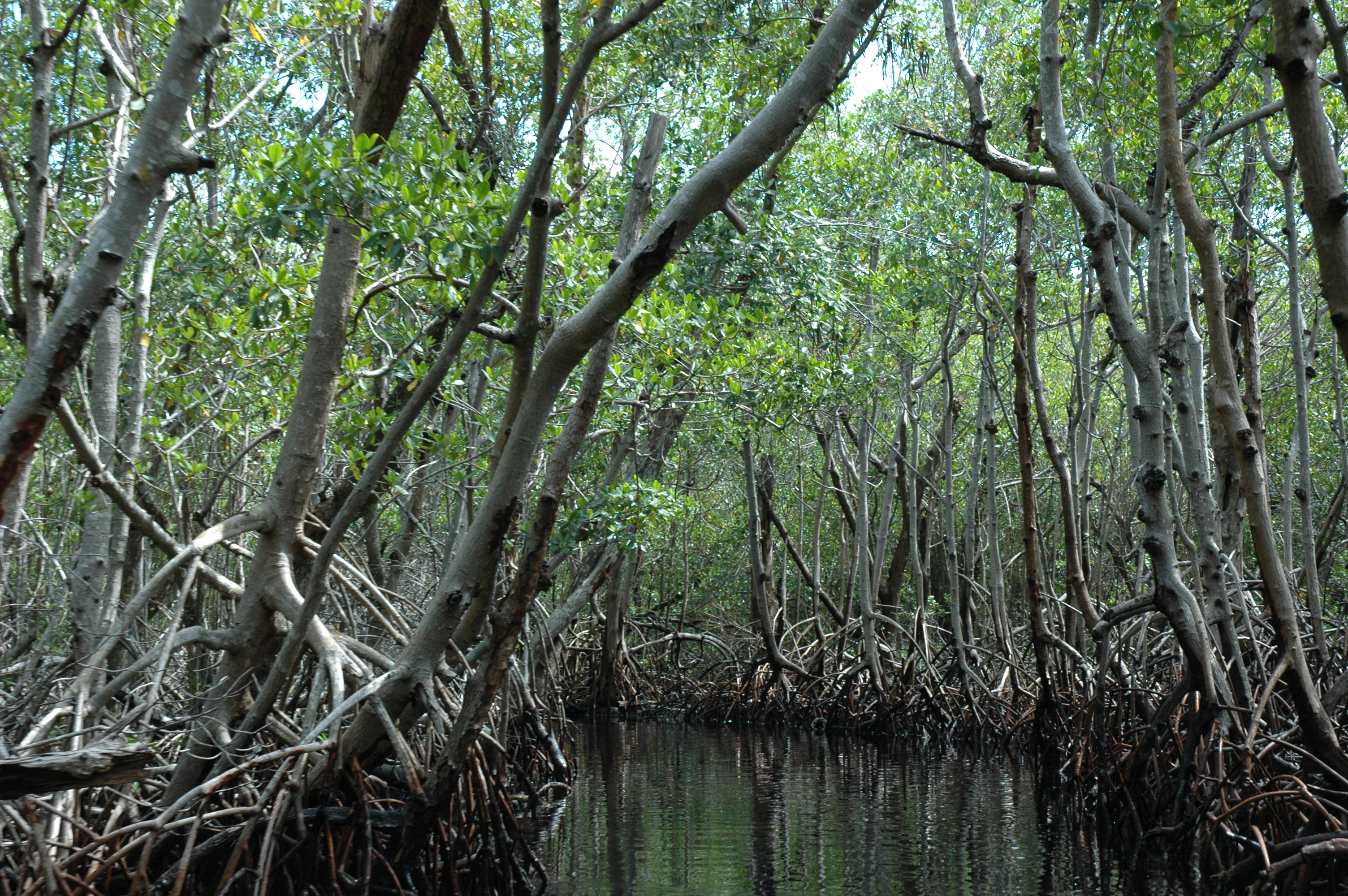
Mangroves.